# Jake Kasdan
Jacob „Jake” Kasdan (Detroit, Michigan, 1974. október 28.–) amerikai film- és televíziós rendező, producer, forgatókönyvíró, valamint színész. Olyan filmeket rendezett, mint a Rossz tanár (2011), Szexvideó (2014), Jumanji – Vár a dzsungel (2017) és a Jumanji – A következő szint (2019).

## Gyermekkora
Kasdan zsidó családban nőtt és nevelkedett fel a michigani Detroitban, Meg, író és Lawrence Kasdan író-rendező fiaként. Van egy fiatalabb testvére, Jon Kasdan, aki film- és televíziós iparban színészként és íróként is dolgozik.

## Pályafutása
Kasdan hét filmet rendezett: A magány-nyomozó (1998), Narancsvidék (2002), TV játék (2006), A lankadatlan – A Dewey Cox sztori (2007), Rossz tanár (2011), Szexvideó (2014), Jumanji – Vár a dzsungel (2017) és a Jumanji – A következő szint (2019). Televíziós sorozatokon is dolgozott, nevezetesen Judd Apatow-val, tanácsadó producerként és rendezőként a Különcök és stréberekben, valamint rendezőként az Undeclaredben. Számos színpadi produkciót rendezett. Ő rendezte a John Grisham Calico Joe című regénye alapján készült családi filmadaptációt is.
2006-ban Kasdan megkapta első Golden Globe-díját a A lankadatlan – A Dewey Cox sztori című filmjéért, a legjobb eredeti betétdal kategóriában (John C. Reilly, Judd Apatow és Marshall Crenshaw személyében megosztva).
Gyerekként többször szerepelt apja filmjeiben, mint például A nagy borzongás és a Silverado című filmekben (az előbbiben egy temetésen autogramot szerezni próbáló fiúként, utóbbiban pedig lovászfiúként).
2015 februárjában a Fox bejelentette, hogy zöld utat kapott a Jogászok ásza televíziós komédia, amelyet Kasdan rendezett, főszereplője Rob Lowe.
2017-ben Kasdan megrendezte a Jumanji film klasszikus folytatását, a Jumanji – Vár a dzsungelt, amelyben Dwayne Johnson Kevin Hart, Jack Black és Karen Gillan alakítják a főszerepet. A film sikeres lett mind kritikailag, mind bevételileg, így elkészítette két év elteltével, 2019-ben a folytatását, a Jumanji – A következő szintet.

## Magánélete
Kasdan felesége az énekes-dalszerző, Inara George, aki az The Bird and the Bee duóegyüttes egyik tagja. Három közös gyermekük van: Otis, valamint az ikrek Beau és Lorelei.

## Filmográfia

### Filmek
| Év   | Magyar cím                         | Eredeti cím                    | Feladatkör | Feladatkör | Feladatkör |
| Év   | Magyar cím                         | Eredeti cím                    | Rendező    | Producer   | Író        |
| ---- | ---------------------------------- | ------------------------------ | ---------- | ---------- | ---------- |
| 1998 | A magány-nyomozó                   | Zero Effect                    | Igen       | Igen       | Igen       |
| 2002 | Narancsvidék                       | Orange County                  | Igen       | Nem        | Nem        |
| 2006 | TV játék                           | The TV Set                     | Igen       | Igen       | Igen       |
| 2007 | A lankadatlan – A Dewey Cox sztori | Walk Hard: The Dewey Cox Story | Igen       | Igen       | Igen       |
| 2008 |                                    | Shades of Ray                  | Nem        | Vezető     | Nem        |
| 2011 | Rossz tanár                        | Bad Teacher                    | Igen       | Vezető     | Nem        |
| 2011 | Barátok babával                    | Friends with Kids              | Nem        | Igen       | Nem        |
| 2014 | Szexvideó                          | Sex Tape                       | Igen       | Vezető     | Nem        |
| 2017 | Jumanji – Vár a dzsungel           | Jumanji: Welcome to the Jungle | Igen       | Vezető     | Nem        |
| 2019 | Jumanji – A következő szint        | Jumanji: The Next Level        | Igen       | Igen       | Igen       |
| 2024 | A hullahó-akció                    | Red One                        | Igen       | Igen       | Nem        |

#### Színészként
| Év   | Magyar cím         | Eredeti cím            | Szerep                 |
| ---- | ------------------ | ---------------------- | ---------------------- |
| 1983 | A nagy borzongás   | The Big Chill          | Autogram-kereső        |
| 1985 |                    | Silverado              | Stabil fiú             |
| 1988 | Az alkalmi turista | The Accidental Tourist | Scott Canfield         |
| 1998 | A magány-nyomozó   | Zero Effect            | bankpénztáros (hangja) |
| 2008 |                    | Shades of Ray          | rendező # 3            |

#### Zeneszámok
| Év   | Magyar cím                         | Eredeti cím                    | Dal                                          |
| ---- | ---------------------------------- | ------------------------------ | -------------------------------------------- |
| 1998 | A magány-nyomozó                   | Zero Effect                    | Let's Run Off and Get Married                |
| 1998 | A magány-nyomozó                   | Zero Effect                    | Cold and Dark in My Heart                    |
| 2007 | A lankadatlan – A Dewey Cox sztori | Walk Hard: The Dewey Cox Story | Walk Hard                                    |
| 2007 | A lankadatlan – A Dewey Cox sztori | Walk Hard: The Dewey Cox Story | Take My Hand                                 |
| 2007 | A lankadatlan – A Dewey Cox sztori | Walk Hard: The Dewey Cox Story | (Mama) You Got To Love Your Negro Man        |
| 2007 | A lankadatlan – A Dewey Cox sztori | Walk Hard: The Dewey Cox Story | Cut My Brother in Half Blues                 |
| 2007 | A lankadatlan – A Dewey Cox sztori | Walk Hard: The Dewey Cox Story | There's a Change a'Happening (I Can Feel It) |
| 2007 | A lankadatlan – A Dewey Cox sztori | Walk Hard: The Dewey Cox Story | (You Make Me So) Hard                        |

#### Egyéb közreműködések
| Év   | Cím          | Szerep                 |
| ---- | ------------ | ---------------------- |
| 1991 | Grand Canyon | produkciós asszisztens |
| 1994 | Wyatt Earp   | levéltárvezető         |

### Televíziós sorozatok
| Év(ek)  | Cím                   | Rendező | Producer    | Író  | Megjegyzés                                               |
| ------- | --------------------- | ------- | ----------- | ---- | -------------------------------------------------------- |
| 1999–00 | Különcök és stréberek | Igen    | Tanácsadó   | Nem  | rendező (5 epizód) / producer (15 epizód)                |
| 2000    | Grosse Pointe         | Igen    | Nem         | Nem  | 2 epizód                                                 |
| 2001    | Undeclared            | Igen    | Nem         | Nem  | Epizód: "Prototype"                                      |
| 2002    | Zero Effect           | Igen    | Társ-vezető | Igen | Unsold pilot                                             |
| 2006    | Cracking Up           | Igen    | Nem         | Nem  | Epizód: "The Fixer"                                      |
| 2008    | Kaliforgia            | Igen    | Nem         | Nem  | Epizód: "In a Lonely Place"                              |
| 2011    | Spring/Fall           | Igen    | Nem         | Nem  | TV film                                                  |
| 2011–18 | Új csaj               | Igen    | Vezető      | Nem  | rendező (7 epizód) / producer (146 epizód)               |
| 2012–13 | Ben és Kate           | Igen    | Vezető      | Nem  | rendező (2 epizód) / producer (12 epizód)                |
| 2015    | Weird Loners          | Igen    | Vezető      | Nem  | rendező (2 epizód) / producer (6 epizód)                 |
| 2015–16 | Jogászok ásza         | Igen    | Vezető      | Nem  | rendező (2 epizód) / producer (22 epizód)                |
| 2015–20 | Amerika Huangjai      | Igen    | Vezető      | Nem  | rendező (epizód: "The Shunning") / Producer (116 epizód) |
| 2016–19 | Hallatlan             | Nem     | Vezető      | Nem  | 63 epizód                                                |
| 2017    | Jalen Vs. Everybody   | Nem     | Vezető      | Nem  | TV film                                                  |
| 2019    | Bless This Mess       | Nem     | Vezető      | Nem  | 8 epizód                                                 |
| 2019    | Heart of Life         | Nem     | Vezető      | Nem  | TV film                                                  |

### Videóklipek
- Shawn Mendes – Believe (2015)

## Díjak
| Év   | Díj              | Kategória                                                    | Film                               | Eredmény | Megjegyzés                                                  |
| ---- | ---------------- | ------------------------------------------------------------ | ---------------------------------- | -------- | ----------------------------------------------------------- |
| 2007 | Sierra díj       | legjobb dal                                                  | A lankadatlan – A Dewey Cox sztori | Elnyerte | megosztva: Judd Apatow, Marshall Crenshaw és John C. Reilly |
| 2008 | Golden Globe-díj | Golden Globe-díj a legjobb eredeti filmbetétdalnak           | A lankadatlan – A Dewey Cox sztori | Jelölve  | megosztva: Judd Apatow, Marshall Crenshaw és John C. Reilly |
| 2009 | Grammy-díj       | a Legjobb filmhez írt dal televízió vagy más vizuális média  | A lankadatlan – A Dewey Cox sztori | Jelölve  | megosztva: Judd Apatow, Marshall Crenshaw és John C. Reilly |
| 2012 | Emmy-díj         | Emmy-díj a a legjobb vígjátéksorozat kiemelkedő rendezéséért | Új csaj                            | Jelölve  | Pilot                                                       |